# Deltote longena
Deltote longena is een vlinder uit de familie van de uilen (Noctuidae). De wetenschappelijke naam van deze soort is voor het eerst voorgesteld als Eustrotia longena door William Schaus in een publicatie uit 1904.
De soort komt voor in Venezuela.